# جيني وليامز
جيني وليامز (بالإنجليزية: Jenny Williams)‏ هي لاعبة اللاكروس أسترالية، ولدت في 11 يناير 1957 في أديلايد في أستراليا.